# Centro Andaluz de Flamenco

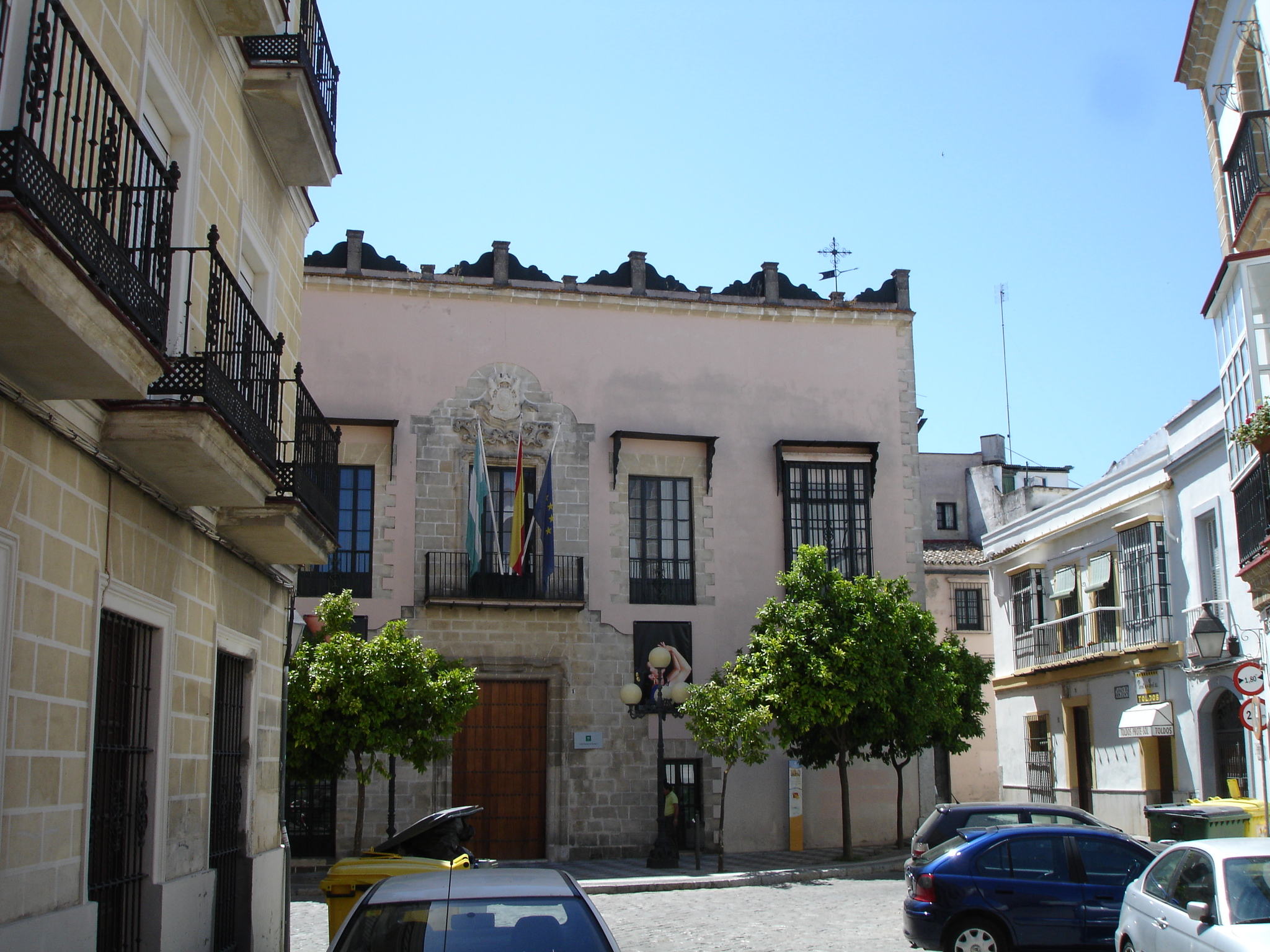
Fachada principal.

El Centro Andaluz de Documentación del Flamenco (CADF) es una institución andaluza creada en 1987 e incorporada a la Consejería de Cultura de la Junta de Andalucía en 1993 ubicada en el Palacio Pemartín de Jerez de la Frontera, dedicada a la recuperación, conservación, investigación y difusión del flamenco.
Actualmente es el mayor centro de documentación sobre el arte flamenco en el mundo.

## Historia
El germen del Centro Andaluz de Documentación del Flamenco fue la extinta Fundación Andaluza de Flamenco.
La FAF fue constituida a finales de 1985 como una fundación de derecho privado, por parte del Ayuntamiento de Jerez y la Caja de Ahorros de Jerez, junto con la Junta de Andalucía y la colaboración de la Diputación de Cádiz. Las cuatro instituciones coincidieron en la necesidad de crear un centro moderno de estudios y documentación sobre el Arte Flamenco.
La Fundación Andaluza de Flamenco realizó en pocos años una incansable labor en pro del flamenco. En 1993 la Junta de Andalucía asume la gestión en solitario de la FAF y la transforma en el Centro Andaluz de Flamenco, institución de titularidad pública, integrada en la Red de Centros de Documentación y Bibliotecas Especializadas de la Consejería de Cultura y Patrimonio Histórico.

## Objetivos
Según el Decreto 159 del 13 de octubre de 1993, el CADF cuenta con los siguientes objetivos:
- La salvaguardia y promoción de los valores tradicionales de cuantas manifestaciones artísticas literarias y musicales sean exponentes del saber y sentir del pueblo andaluz, relacionados con los cantes, bailes y toques de guitarra del arte flamenco.
- La investigación, recuperación, enseñanza y divulgación de todos aquellos valores del más profundo acervo andaluz, mediante la organización de seminarios, cursos, mesas redondas y cuantos actos sirvan para la difusión del flamenco; así como la edición de publicaciones especializadas, revistas de estudios y ensayos sobre el tema del flamenco.
- Reunir y conservar cuantos documentos, objetos y elementos estén relacionados con este arte, y en general y en general libros y documentos históricos, reproducciones sonoras, fílmicas y literarias que sirvan para perpetuar la historia del flamenco como exponente del sentir y del saber del pueblo andaluz.

## La sede
El edificio que alberga la sede del Centro Andaluz de Documentación del Flamenco es el llamado Palacio Pemartín, inicialmente conocido como Palacio de los Marqueses de La Mesa de Asta. El palacio es un destacado exponente de la arquitectura residencial palacial andaluza, y uno de los escasos ejemplos de arquitectura bajomedieval con los que cuenta la ciudad de Jerez de la Frontera.
El edificio que ha llegado hasta nuestros días es la suma compleja de etapas diversas que han superpuesto sobre una misma estructura las aportaciones de la arquitectura mudéjar del siglo XV, y el esplendor del barroco andaluz del último tercio del siglo XVIII.
Conserva como elementos singulares y destacados un sobresaliente alfarje mudéjar, pieza extraordinaria y única en la ciudad, y un interesante patio columnado de ornamentación tardobarroca, en el que destacan por su singularidad las metopas pétreas de águilas y serpientes y los arcos en ángulos de los rincones de las galerías que arrancan sobre cabezas de querubines.
Atendiendo a sus valores históricos y de antigüedad, arqueológicos, artísticos y arquitectónicos, urbanísticos y paisajísticos, valores de uso y etnológicos y de contemporaneidad, el Palacio Pemartín goza de la protección como Bien de Interés Cultural en virtud del artículo 75.3 de la Ley 14/2007 de Patrimonio Histórico de Andalucía.

## Servicios documentales

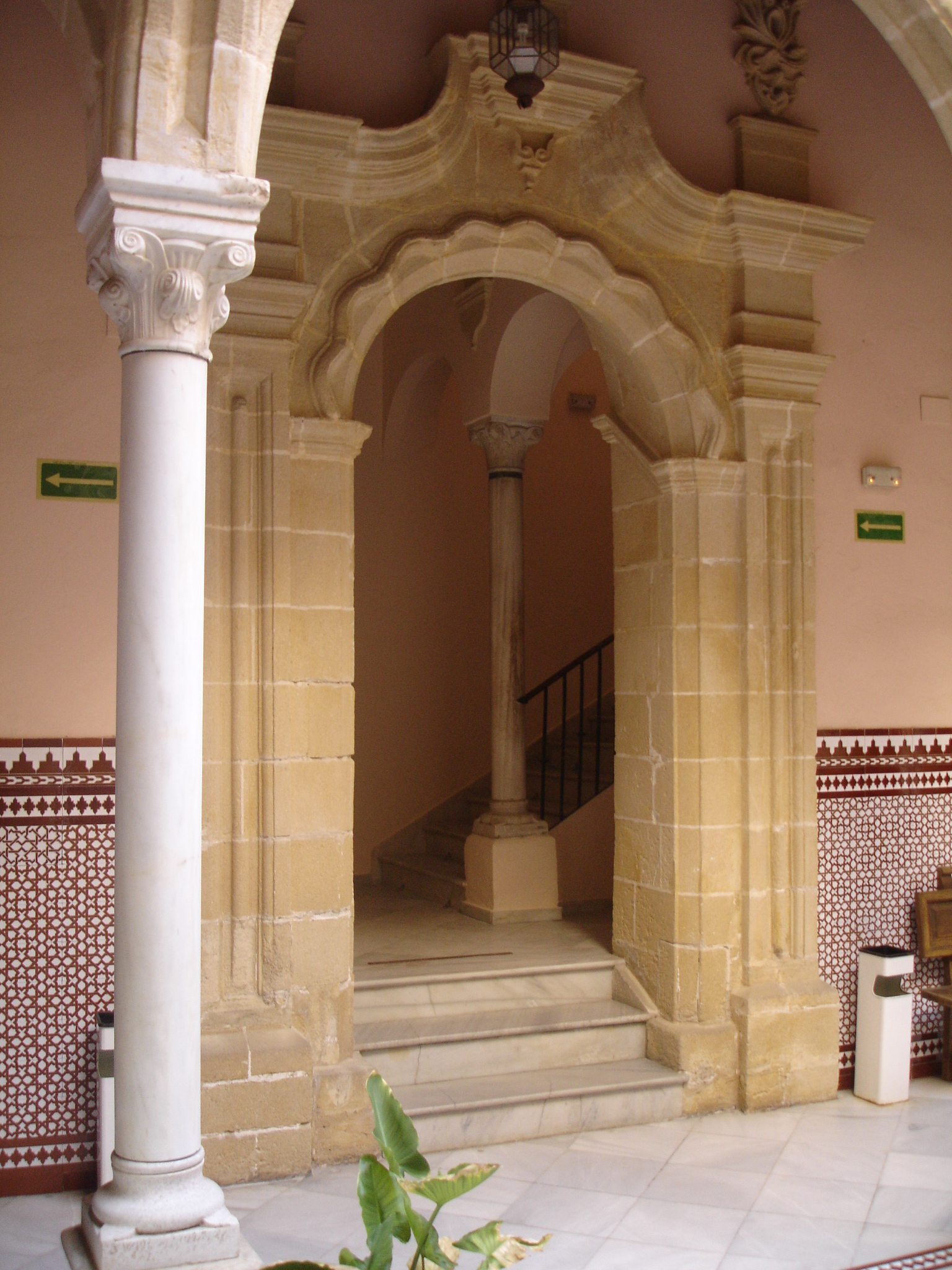
Puerta interior del palacio.

En la actualidad presta los siguientes servicios documentales:
- Biblioteca
- Partituras
- Fonoteca
- Videoteca
- Hemeroteca
- Archivo gráfico
- Directorios (peñas flamencas, censo de festivales, etc.)
- Préstamos de exposiciones

Para ello cuenta con abundante material: una fonoteca con casi 15.000 grabaciones discográficas, vídeos, hemeroteca, archivo gráfico y una biblioteca con más de 5.500 volúmenes y 1.200 archivos de música impresa. Recientemente ha sido ampliada con una generosa donación de la Cátedra de Flamencología que incluye, entre otros, muchos discos de pizarra únicos. En 2017 recibió la donación del fondo documental del crítico flamenco Ángel Álvarez Caballero. También cuenta con cuadros entre sus fondos

### El CADF y sus fondos
El CADF alberga fondos recibidos de diversas donaciones, destacan:
- Revista "Cante Jondo"[9]
- Desde noviembre de 2016 el archivo documental del crítico Ángel Álvarez Caballero, en el que se contabilizan más de 23.000 piezas.
- En 2017 ha recibido también el legado de estudioso jerezano Juan de la Plata, la cantaora gaditana Mariana Cornejo y la bailaora Angelita Gómez.[10]

## Misión

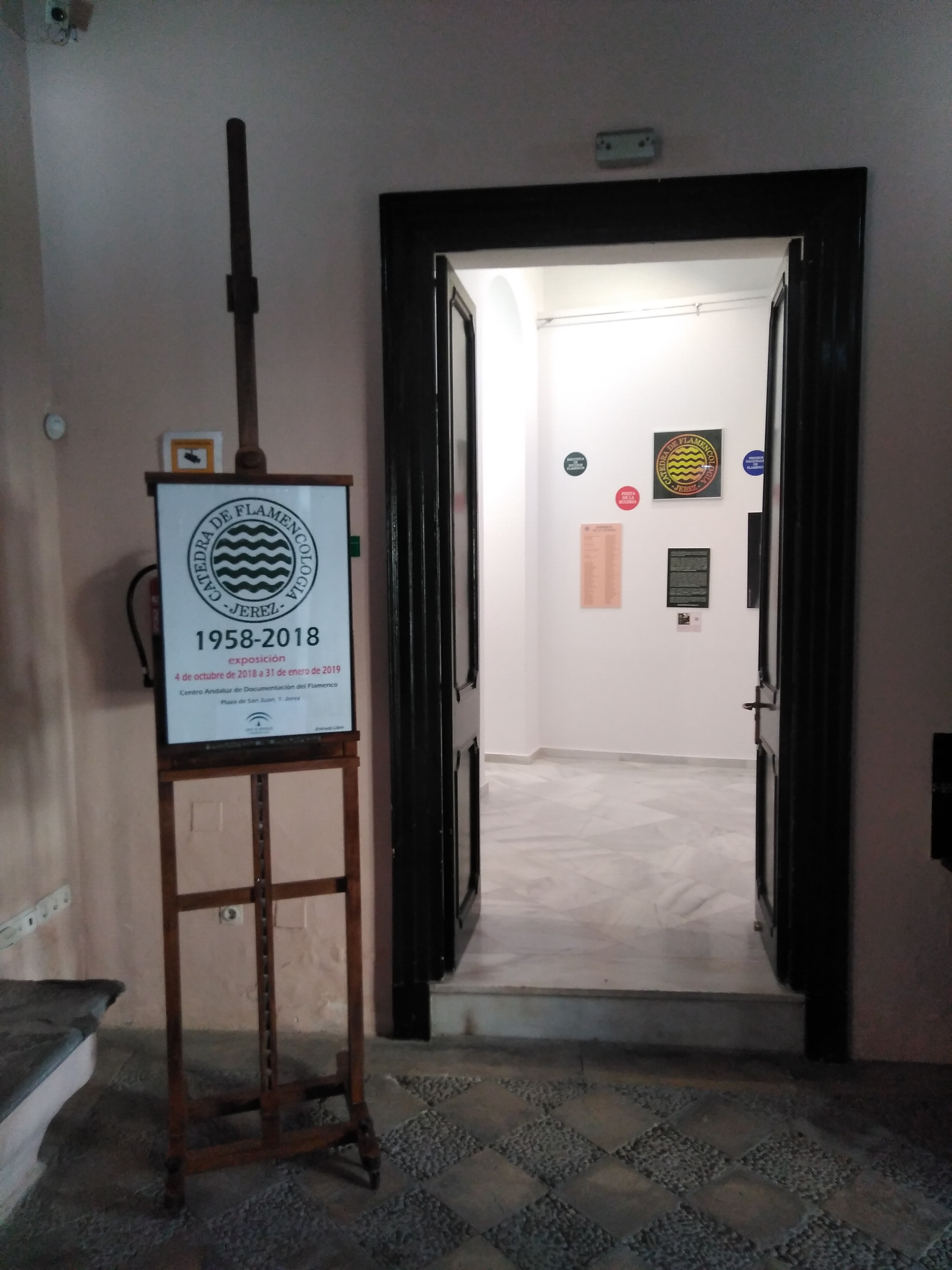
Exposición por su 50 aniversario

En los años 70 y 80 tuvo un coro, que entre otras grabaciones contribuyó a mantener la Zambomba de Jerez.
En la actualidad, el Centro Andaluz de Documentación del Flamenco orienta sus esfuerzos hacia la conservación futura, en formato digital de sus fondos sonoros y gráficos, y  en la difusión de los mismos utilizando las nuevas posibilidades de difusión en red , y mediante exposiciones periódicas sobre artistas flamencos
Igualmente, se hace una labor de difusión del flamenco en la educación en actos como las jornadas provinciales de 'Flamenco y Educación'.
Anualmente realiza actos para conmemorar la declaración del flamenco como Patrimonio Inmaterial por la UNESCO.
En 2020 apoyó la iniciativa sindical "Unión Flamenca", que trabaja por la profesionalización del arte flamenco.